# Цуверкалов Віталій Володимирович
Віта́лій Володи́мирович Цуверкалов (7 червня 1986, місто Лисичанськ Луганська область — 26 жовтня 2022, Ізюмський район, Харківська область) — український військовик, старший водолаз-сапер, прапорщик служби цивільного захисту Головного управління Державної служби України з надзвичайних ситуацій у Луганській області. Учасник російсько-української війни. Нагороджений орденом «За мужність» III ступеня (посмертно).

## Життєпис
Старший водолаз-сапер відділення підводного розмінування групи спеціальних піротехнічних робіт частини піротехнічних робіт та гуманітарного розмінування Аварійно-рятувального загону спеціального призначення Головного управління ДСНС України у Луганській області.
У 2004 році закінчив Лисичанський професійний будівельний ліцей, за спеціальністю «Слюсар з ремонту автомобілів». У 2014 році закінчив Лисичанський ордена Трудового Червоного Прапора гірничий технікум, за спеціальністю «Експлуатація та ремонт гірничого електромеханічного обладнання та автоматичних пристроїв».
11.2004 — 11.2005 — служба в Збройних Силах України.
04.2006 — 08.2009 — служба в МВС України.
06.2017 — 03.2019 працював мотористом-сапером відділення підводного розмінування групи спеціальних піротехнічних робіт частини піротехнічних робіт та гуманітарного розмінування Аварійно-рятувального загону спеціального призначення Головного управління ДСНС України у Луганській області.
З березня 2019 року працював старшим водолазом-сапером відділення підводного розмінування групи спеціальних піротехнічних робіт частини піротехнічних робіт та гуманітарного розмінування Аварійно-рятувального загону спеціального призначення Головного управління ДСНС України у Луганській області.
Загинув 26 жовтня 2022 року в Ізюмському районі Харківської області. Подія сталася близько полудня. Автівка з піротехніками наїхала на протитанкову міну.

## Нагороди
Орден «За мужність» III ступеня (посмертно) — за особисту мужність і самовідданість, виявлені у захисті державного суверенітету та територіальної цілісності України, вірність військовій присязі, сумлінне та бездоганне служіння Українському народові.